# Aliciella sedifolia
Aliciella sedifolia är en blågullsväxtart som först beskrevs av Townshend Stith Brandegee, och fick sitt nu gällande namn av J. M. Porter. Aliciella sedifolia ingår i släktet Aliciella och familjen blågullsväxter. Inga underarter finns listade i Catalogue of Life.